# BVV in het seizoen 1955/56
Het seizoen 1955/1956 was het tweede jaar in het bestaan van de Bossche betaaldvoetbalclub BVV. De club kwam uit in de Hoofdklasse B en eindigde daarin op de 6e plaats, dit betekende dat de club in het nieuwe seizoen uitkwam in de Eredivisie.

## Wedstrijdstatistieken

### Hoofdklasse B
|       | Alkmaar '54 | D.F.C. | EDO   | Elinkwijk | Emma  | Feijenoord | De Graafschap | GVAV  | MVV   | PSV   | Rapid JC | SHS   | Sittardia | Sportclub Enschede | SVV   | De Volewijckers | Willem II |
| ----- | ----------- | ------ | ----- | --------- | ----- | ---------- | ------------- | ----- | ----- | ----- | -------- | ----- | --------- | ------------------ | ----- | --------------- | --------- |
| Thuis | 4 – 1       | 1 – 1  | 2 – 1 | 1 – 2     | 1 – 3 | 0 – 2      | 0 – 0         | 4 – 2 | 0 – 1 | 1 – 1 | 2 – 3    | 1 – 2 | 0 – 2     | 1 – 0              | 3 – 2 | 4 – 2           | 1 – 2     |
| Uit   | 0 – 2       | 2 – 1  | 0 – 4 | 1 – 1     | 1 – 3 | 2 – 4      | 2 – 2         | 1 – 3 | 1 – 5 | 0 – 1 | 1 – 0    | 2 – 1 | 1 – 5     | 1 – 3              | 2 – 1 | 1 – 2           | 2 – 1     |

## Statistieken BVV 1954/1955

### Eindstand BVV in de Nederlandse Hoofdklasse B 1955 / 1956
| Stand | Gespeeld | Gewonnen | Gelijk | Verloren | Punten | Doelpunten voor | Doelpunten tegen |
| ----- | -------- | -------- | ------ | -------- | ------ | --------------- | ---------------- |
| 6e    | 34       | 17       | 5      | 12       | 39     | 67              | 45               |

### Topscorers
| Competitie \| # \| Naam \| \| \| ---------------- \| ----------------------------- \| -- \| \| 1. \| Max van Beurden \| 18 \| \| 2. \| Wim Heijmans \| 16 \| \| 3. \| Piet van Overbeek \| 13 \| \| 4. \| Marius van den Dungen \| 8 \| \| 5. \| Wim van Hintum \| 3 \| \| 6. \| Mari van Bergen \| 2 \| \| 6. \| Thijs Burgerhof \| 2 \| \| 6. \| Henk Quaadvliet \| 2 \| \| 9. \| Tonnie de Vaan \| 1 \| \| Eigen doelpunten \| \| \| \| – \| Hubert Knops (Sittardia) \| 1 \| \| – \| Tom Weenink (De Volewijckers) \| 1 \| \| Totaal \| Totaal \| 67 \| |                               |      |
| # | Naam                          | Goal |
| 1. | Max van Beurden               | 18   |
| 2. | Wim Heijmans                  | 16   |
| 3. | Piet van Overbeek             | 13   |
| 4. | Marius van den Dungen         | 8    |
| 5. | Wim van Hintum                | 3    |
| 6. | Mari van Bergen               | 2    |
| 6. | Thijs Burgerhof               | 2    |
| 6. | Henk Quaadvliet               | 2    |
| 9. | Tonnie de Vaan                | 1    |
| Eigen doelpunten |                               |      |
| – | Hubert Knops (Sittardia)      | 1    |
| – | Tom Weenink (De Volewijckers) | 1    |
| Totaal | Totaal                        | 67   |